# Michael Mancienne
Michael Ian Mancienne (Londra, 8 gennaio 1988) è un ex calciatore inglese naturalizzato seychellese, di ruolo difensore.

## Caratteristiche tecniche
È un difensore centrale adattabile anche sull'out di destra. Occasionalmente è stato schierato come mediano.

## Carriera

### Club

#### Chelsea
Nato da una famiglia originaria delle Seychelles, Michael Mancienne arrivò al Chelsea già all'età di 9 anni dal Kingstonian. Firmò il suo primo contratto da professionista proprio con il Chelsea nel gennaio del 2006. Nella stagione 2006-2007 partecipò al ritiro americano dei blues grazie al quale conquistò delle panchine in prima squadra, la prima in Community Shield contro il Liverpool la seconda e la terza nelle prime due gare di campionato con Manchester City e Blackburn.

#### Prestito biennale al QPR
Nella stagione 2006-2007 fu acquistato in prestito dal Queens Park Rangers dove collezionò ben 28 gettoni di presenza in Football League Championship. Dopo aver prolungato il contratto con la sua squadra d'appartenenza, scelse di rimanere anche nella stagione 2007–2008 con la stessa formula dell'anno prima, il prestito. In quest'annata collezionò ben 30 presenze, sommando così in due anni 58 presenze, senza mai segnare.

#### Il ritorno al Chelsea
Dopo i due anni al Queens Park Rangers, Mancienne torna a casa, al Chelsea, dove per vari motivi, come la presenza di mostri sacri quali Ricardo Carvalho e John Terry e la scarsa possibilità di giocare, sceglie di andare ancora una volta in prestito.

#### Wolverhampton
Nel dicembre del 2008 viene ceduto in prestito al Wolverhampton dove colleziona ben 10 presenze, ma viene richiamato dalla casa madre terminando così la sua seconda esperienza nella Championship.

#### Di nuovo il Chelsea
Dopo i tre anni in prestito, Queens Park Rangers prima e Wolverhampton dopo, Mancienne viene tenuto in rosa per il prosieguo della stagione 2008-2009 dal Chelsea, durante la quale esordisce in FA Cup contro il Watford. In seguito debutta anche in Champions League contro la Juventus sul risultato di 1-0 per i blues. Per finire giocherà anche uno spezzone di gara contro il Wigan Athletic, partita terminata 2-1 per i londinesi e che sancisce così il debutto di Mancienne in FA Premier League con la maglia blues.

#### Ritorno al Wolverhampton
Il 13 agosto 2009 viene prestato di nuovo al Wolverhampton, dove dimostra tutte le sue capacità nelle 30 presenza disputate in Premier League. Mancienne fino ad ora ha giocato 100 partite tra Championship e Premier League senza segnare gol.

#### Ritorno al Chelsea dal prestito
Dopo una buona annata condita dalla salvezza della propria squadra, Mancienne ritorna ancora una volta al Chelsea, con la speranza di poter esplodere definitivamente con la maglia dei blues, cosa che però non sembra avvenire nella prima giornata del campionato inglese 2010–2011, nella quale il Chelsea fa un sol boccone del West Bromwich Albion battendolo 6-0 con Mancienne relegato in tribuna a vedere i tre gol di Drogba, i due di Florent Malouda e infine il gol di Lampard.

#### Nuovo ritorno al Wolverhampton
Il 26 agosto 2010 torna di nuovo in prestito ai Wanderers, che lo avrebbero però voluto acquistare a titolo definitivo. Non avendo trovato un accordo con i blues, i lupi si sono accontentati di riaverlo in prestito.

#### Amburgo
Il 1º giugno 2011 passa all'Amburgo firmando un contratto di quattro anni fino al 2015.

### Nazionale
Ha giocato svariate decine di partite con le nazionali inglesi, con cui ha anche giocato due Europei Under-21, rispettivamente nel 2009 e nel 2011.
Dal 2022 al 2023 ha segnato un gol in 5 partite con la nazionale delle Seychelles.

## Statistiche

### Presenze e reti nei club
Statistiche aggiornate al 20 aprile 2013.
| Stagione                 | Squadra                  | Campionato               | Campionato | Campionato | Coppe nazionali | Coppe nazionali | Coppe nazionali | Coppe continentali | Coppe continentali | Coppe continentali | Altre coppe | Altre coppe | Altre coppe | Totale | Totale |
| Stagione                 | Squadra                  | Comp                     | Pres       | Reti       | Comp            | Pres            | Reti            | Comp               | Pres               | Reti               | Comp        | Pres        | Reti        | Pres   | Reti   |
| ------------------------ | ------------------------ | ------------------------ | ---------- | ---------- | --------------- | --------------- | --------------- | ------------------ | ------------------ | ------------------ | ----------- | ----------- | ----------- | ------ | ------ |
| 2006-2007                | QPR                      | FLC                      | 28         | 0          | FACup+CdL       | 2+0             | 0               | -                  | -                  | -                  | -           | -           | -           | 30     | 0      |
| 2007-2008                | QPR                      | FLC                      | 30         | 0          | FACup+CdL       | 0+1             | 0               | -                  | -                  | -                  | -           | -           | -           | 31     | 0      |
| Totale QPR               | Totale QPR               | Totale QPR               | 58         | 0          |                 | 3               | 0               |                    | -                  | -                  |             | -           | -           | 61     | 0      |
| 2008-gen. 2009           | Chelsea                  | PL                       | 4          | 0          | FACup+CdL       | 1+0             | 0               | UCL                | 1                  | 0                  | -           | -           | -           | 6      | 0      |
| gen.-giu. 2009           | Wolverhampton            | FLC                      | 10         | 0          | FACup+CdL       | 0+0             | 0               | -                  | -                  | -                  | -           | -           | -           | 10     | 0      |
| 2009-2010                | Wolverhampton            | PL                       | 30         | 0          | FACup+CdL       | 3+0             | 0               | -                  | -                  | -                  | -           | -           | -           | 33     | 0      |
| 2010-2011                | Wolverhampton            | PL                       | 16         | 0          | FACup+CdL       | 0+1             | 0               | -                  | -                  | -                  | -           | -           | -           | 17     | 0      |
| Totale Wolverhampton     | Totale Wolverhampton     | Totale Wolverhampton     | 56         | 0          |                 | 4               | 0               |                    | -                  | -                  |             | -           | -           | 60     | 0      |
| 2011-2012                | Amburgo                  | BL                       | 16         | 0          | CG              | 2               | 0               | -                  | -                  | -                  | -           | -           | -           | 18     | 0      |
| 2012-2013                | Amburgo                  | BL                       | 21         | 0          | CG              | 1               | 0               | -                  | -                  | -                  | -           | -           | -           | 22     | 0      |
| 2013-2014                | Amburgo                  | BL                       | 12+2       | 0          | CG              | 1               | 0               | -                  | -                  | -                  | -           | -           | -           | 15     | 0      |
| Totale Amburgo           | Totale Amburgo           | Totale Amburgo           | 49+2       | 0          |                 | 4               | 0               |                    | -                  | -                  |             | -           | -           | 55     | 0      |
| 2014-2015                | Nottingham Forest        | FLC                      | 37         | 0          | FACup+CdL       | 0+2             | 0               | -                  | -                  | -                  | -           | -           | -           | 39     | 0      |
| 2015-2016                | Nottingham Forest        | FLC                      | 31         | 0          | FACup+CdL       | 1+1             | 0               | -                  | -                  | -                  | -           | -           | -           | 33     | 0      |
| 2016-2017                | Nottingham Forest        | FLC                      | 28         | 0          | FACup+CdL       | 1+1             | 0               | -                  | -                  | -                  | -           | -           | -           | 30     | 0      |
| 2017-2018                | Nottingham Forest        | FLC                      | 29         | 0          | FACup+CdL       | 2+2             | 0               | -                  | -                  | -                  | -           | -           | -           | 33     | 0      |
| Totale Nottingham Forest | Totale Nottingham Forest | Totale Nottingham Forest | 125        | 0          |                 | 10              | 0               |                    | -                  | 0                  |             | -           | -           | 135    | 0      |
| ago.-dic. 2018           | N.E. Revolution          | MLS                      | 10         | 0          | -               | -               | -               | -                  | -                  | -                  | -           | -           | -           | 10     | 0      |
| 2019                     | N.E. Revolution          | MLS                      | 16         | 1          | USOC            | 0               | 0               | -                  | -                  | -                  | -           | -           | -           | 16     | 1      |
| 2020                     | N.E. Revolution          | MLS                      | 3+2        | 0          |                 | -               | -               |                    | -                  | -                  | MisB        | 2           | 0           | 7      | 0      |
| Totale N.E. Revolution   | Totale N.E. Revolution   | Totale N.E. Revolution   | 31         | 1          |                 | 0               | 0               |                    | -                  | -                  |             | 2           | 0           | 33     | 1      |
| feb.- giu. 2021          | Burton Albion            | FL1                      | 17         | 0          | -               | -               | -               | -                  | -                  | -                  | -           | -           | -           | 17     | 0      |
| 2021-2022                | Burton Albion            | FL1                      | 22         | 0          | FACup+CdL       | 2+0             | 0               | -                  | -                  | -                  | FLT         | 0           | 0           | 24     | 0      |
| 2022-2023                | Burton Albion            | FL1                      | 1          | 0          | FACup+CdL       | 0               | 0               | -                  | -                  | -                  | FLT         | 1           | 0           | 2      | 0      |
| Totale Burton Albion     | Totale Burton Albion     | Totale Burton Albion     | 40         | 0          |                 | 2               | 0               |                    | -                  | -                  |             | 1           | 0           | 43     | 0      |
| Totale carriera          | Totale carriera          | Totale carriera          | 365        | 1          |                 | 24              | 0               |                    | 1                  | 0                  |             | 3           | 0           | 392    | 1      |

## Palmarès

### Club

#### Competizioni nazionali
- Football League Championship: 1

Wolverhampton: 2008-2009